# Pachira aquatica
Pachira aquatica, llamada popularmente castaño de Guayana, es una especie arbórea de la familia Bombaceae. Es nativa del norte de Sudamérica y América Central.

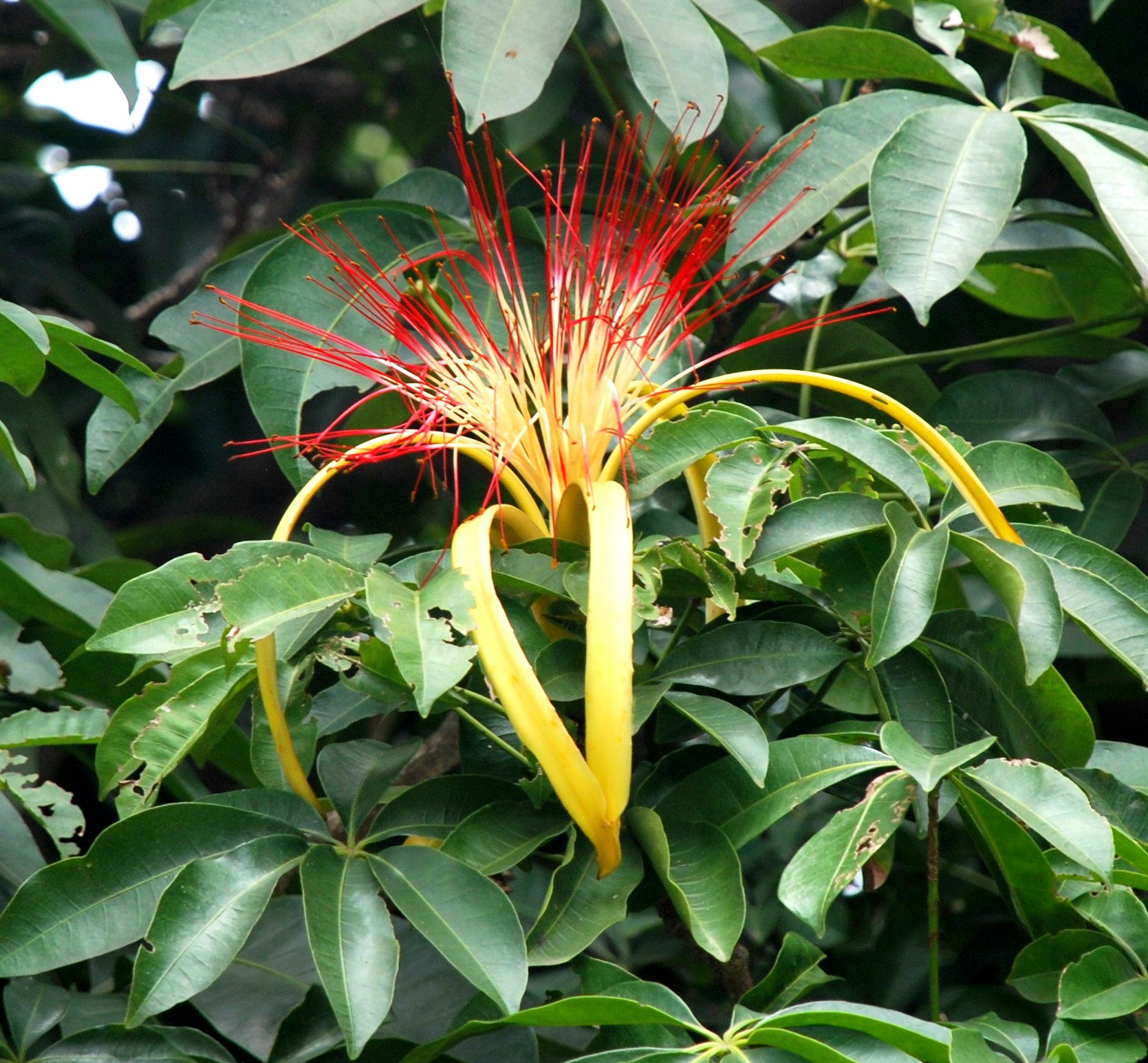
Flor

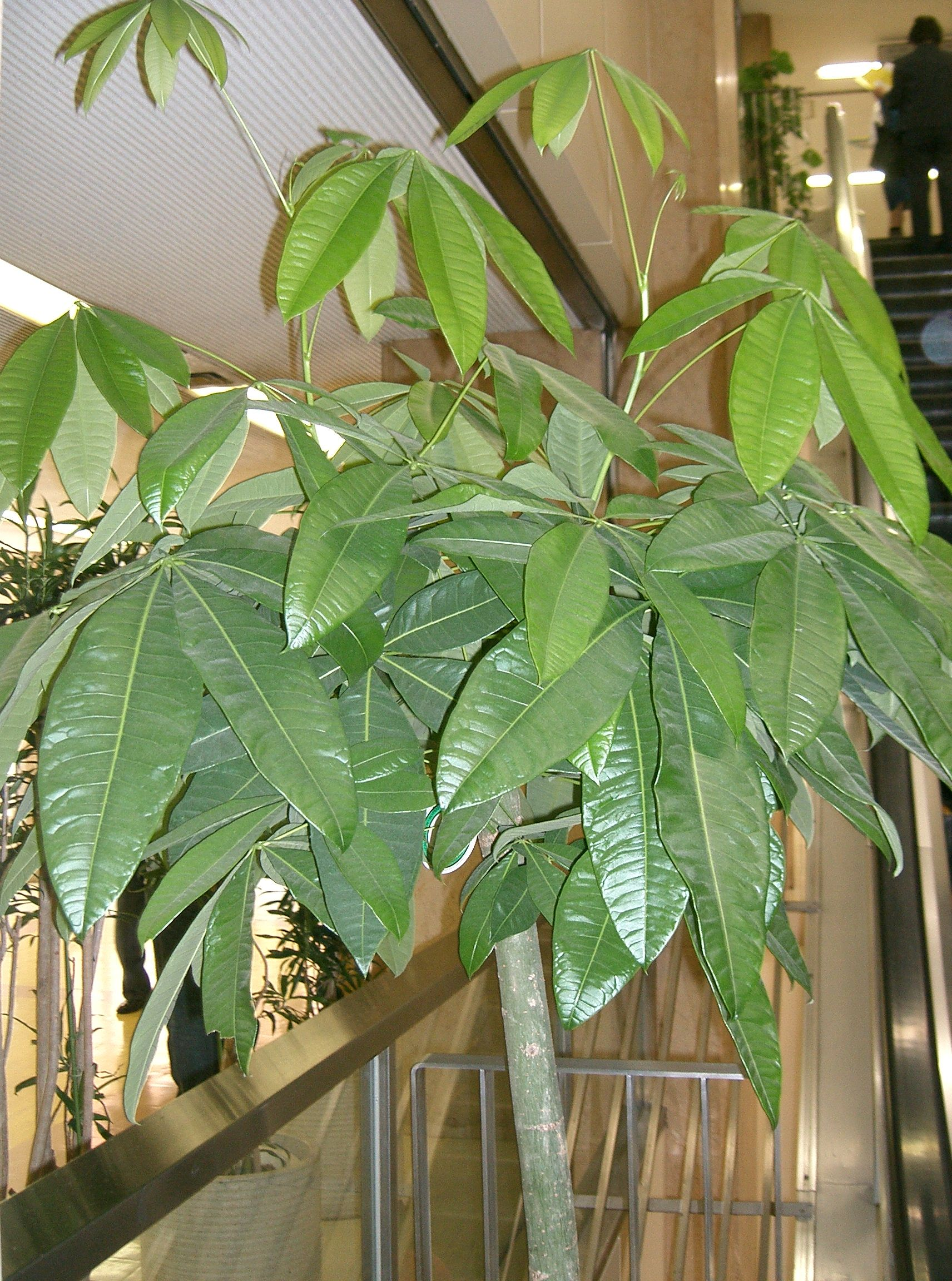
Hojas

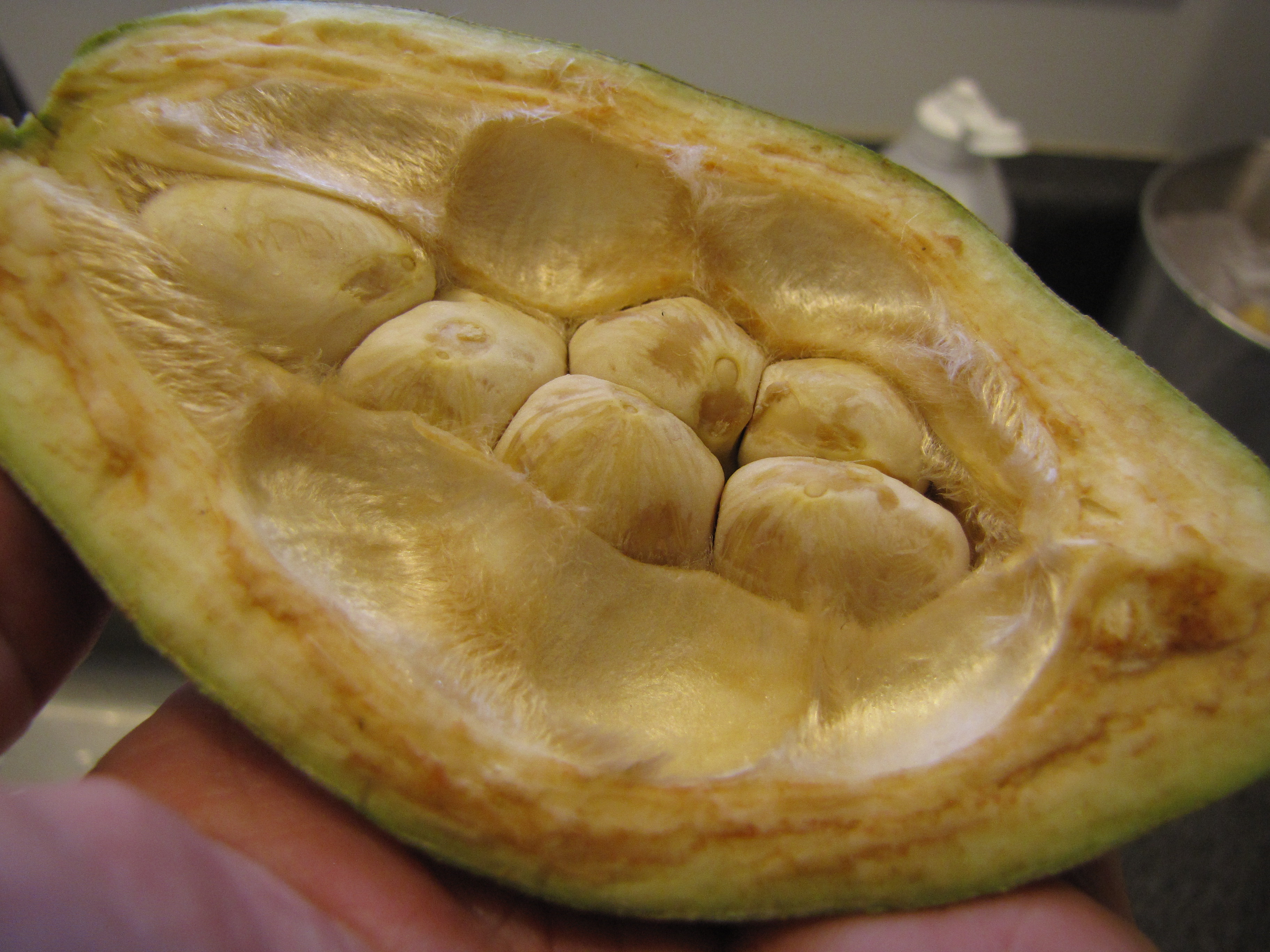
Fruto con semillas maduras

## Descripción
Árbol que llega a medir hasta 18 m de altura de corteza suave y verdosa. Tiene grandes hojas palmadas, alternas con 5-9 foliolos obovados de textura coriácea. Los capullos florales pueden medir hasta 35 cm de largo, con cinco pétalos largos y estrechos que se abren por completo dejando al descubierto  un racimo de estambres amarillo anaranjados o blancos de unos 7 a 10 cm. El fruto, una cápsula globosa, dura, de color marrón claro, de hasta 30 cm de largo por 13 cm de diámetro, está llena de semillas redondas que al madurar engordan (1,3 cm) y la abren.

## Distribución y hábitat
En México se distribuye desde Jalisco hasta Chiapas en la vertiente del Pacífico y Veracruz a Quintana Roo en la vertiente del Golfo de México. También se distribuye en Centroamérica y Sudamérica.
Crece en humedales, en pantanos de agua dulce y junto a ríos.

## Usos
Se cultiva por sus frutos secos comestibles. Su sabor es parecido al de los cacahuates, pudiéndose comer crudo o cocido, o en una harina para hacer pan. Las hojas y las flores también son comestibles.

Se utiliza en jardinería, como planta de exterior e interior.
 En Colombia se planta en parques públicos por su valor ornamental, como alimento para la fauna y consumo humano.

## Estado de conservación
En México se le considera una especie nativa de México y en la categoría de Protección menor la Norma 059 de la SEMARNAT.

## Cultivo
Crece en exposiciones tanto a pleno sol como a media sombra y en ubicaciones protegidas del viento. Como árbol de humedal, prefiere sustratos que se mantengan anegados durante largos periodos. Cuando se cultiva en esas condiciones puede desarrollar raíces aéreas.

## Taxonomía
Pachira aquatica fue descrita por  Jean Baptiste Christophore Fusée Aublet   y publicado en Histoire des Plantes de la Guiane Françoise 2: 726–727, pl. 291–292. 1775.
Sinonimia
- Bombax aquaticum (Aubl.) K.Schum.
- Bombax macrocarpum (Schltdl. & Cham.) K.Schum.
- Bombax rigidifolium Ducke
- Carolinea grandiflora (Tussac) Spach
- Carolinea macrocarpa Schltdl. & Cham.
- Carolinea princeps L.f.
- Pachira carolinea Dum.Cours.
- Pachira grandiflora Tussac
- Pachira longifolia Hook.
- Pachira macrocarpa (Schltdl. & Cham.) Walp.
- Pachira pustulifera Pittier
- Pachira spruceana Decne.
- Pachira villosula Pittier
- Pachira villulosa Pittier
- Sophia carolina L.[7]

## Nombres comunes
- En México también llamada abombo, apompo, cacao cimarrón, cacao de monte, cacao de playa, castaño, castaño de agua, castaño de Guayana, castaño silvestre, ceibo de agua, ceibo de arroyo, chila blanca, imbiriçu, jelinjoche, palo de boya tetón, pombo, Pumpo
- En Guatemala, pumpunjuche, quirihillo, sapotolón, sunzapote, tsine, zapote bobo, zapote de agua, zapotolongo, zapotón, o zapotón de agua.